# Fußball-Asienmeisterschaft 2015/Qualifikation
Dieser Artikel behandelt die Qualifikation zur Fußball-Asienmeisterschaft 2015 in Australien.

## Modus
Der Modus wurde gegenüber der letzten Qualifikationsrunde nicht verändert. Neben Gastgeber Australien waren auch die besten drei Teams der Asienmeisterschaft 2011 direkt für die Endrunde qualifiziert. Da Australien dabei den zweiten Rang belegte, qualifizierten sich nur zwei weitere Mannschaften auf diese Weise (Japan als Titelträger und Südkorea als Dritter).
Elf Teilnehmer wurden über die reguläre Qualifikation ermittelt, die beiden weiteren Plätze gingen an die Sieger der AFC Challenge Cups 2012 und 2014, Nordkorea und Palästina.
In der regulären Qualifikation wurden die 20 gesetzten Nationalmannschaften in fünf Gruppen mit jeweils vier Mannschaften gelost. Die Mannschaften spielen in Hin- und Rückspielen die beiden Mannschaften aus, die sich direkt für die Endrunde qualifizieren. Da Vize-Asienmeister Australien bereits als Gastgeber qualifiziert war, erreichte auch der beste Gruppendritte die Endrunde.
Die Auslosung fand am 9. Oktober 2012 in Melbourne statt, dabei wurde aus folgenden Lostöpfen, welche den Resultaten aus der Asienmeisterschaft 2011 und deren Qualifikation entnommen wurden, gezogen:
- Lostopf 1: Usbekistan, Katar, Iran, Jordanien, Irak
- Lostopf 2: China, Bahrain, Syrien, Vereinigte Arabische Emirate, Kuwait
- Lostopf 3: Saudi-Arabien, Oman, Thailand, Jemen, Vietnam
- Lostopf 4: Malaysia, Singapur, Indonesien, Libanon, Hongkong

## Gruppen
Die Platzierung der Mannschaften in den Qualifikationsgruppen ergibt sich dabei in folgender Reihenfolge:
1. Anzahl Punkte (Sieg: 3 Punkte; Unentschieden: 1 Punkt; Niederlage: 0 Punkte)
2. bei Punktgleichheit Punkte aus den direkten Vergleichen der punktgleichen Mannschaften
3. Tordifferenz aus den direkten Vergleichen der punktgleichen Mannschaften
4. bei gleicher Tordifferenz die Anzahl der erzielten Tore in den direkten Vergleichen (Auswärtstorregel gilt hier nicht)
5. bei gleicher Anzahl der Tore das bessere Torverhältnis in allen sechs Gruppenspielen
6. Elfmeterschießen (nur möglich, wenn die beiden betroffenen Mannschaften im letzten Spiel aufeinandertreffen)
7. das Los.

## Gruppe A
Tabelle
| Pl. | Land      | Sp. | S | U | N | Tore    | Diff. | Punkte |
| --- | --------- | --- | - | - | - | ------- | ----- | ------ |
| 1.  | Oman      | 6   | 4 | 2 | 0 | 007:100 | +6    | 14     |
| 2.  | Jordanien | 6   | 3 | 3 | 0 | 010:300 | +7    | 12     |
| 3.  | Syrien    | 6   | 1 | 1 | 4 | 007:700 | ±0    | 04     |
| 4.  | Singapur  | 6   | 1 | 0 | 5 | 004:170 | −13   | 03     |

Spielergebnisse
| 06.02.2013 | Maskat     | Oman      | – | Syrien    | 1:0 (1:0) |
| 06.02.2013 | Amman      | Jordanien | – | Singapur  | 4:0 (1:0) |
| 14.08.2013 | Singapur   | Singapur  | – | Oman      | 0:2 (0:2) |
| 15.08.2013 | Teheran A1 | Syrien    | – | Jordanien | 1:1 (0:0) |
| 15.10.2013 | Singapur   | Singapur  | – | Syrien    | 2:1 (0:0) |
| 15.10.2013 | Amman      | Jordanien | – | Oman      | 0:0       |

## Gruppe B
Tabelle
| Pl. | Land     | Sp. | S | U | N | Tore    | Diff. | Punkte |
| --- | -------- | --- | - | - | - | ------- | ----- | ------ |
| 1.  | Iran     | 6   | 5 | 1 | 0 | 018:500 | +13   | 16     |
| 2.  | Kuwait   | 6   | 2 | 3 | 1 | 010:700 | +3    | 09     |
| 3.  | Libanon  | 6   | 2 | 2 | 2 | 012:140 | −2    | 08     |
| 4.  | Thailand | 6   | 0 | 0 | 6 | 007:210 | −14   | 0      |

Spielergebnisse
| 06.02.2013 | Bangkok | Thailand | – | Kuwait   | 1:3 (0:1) |
| 06.02.2013 | Teheran | Iran     | – | Libanon  | 5:0 (2:0) |
| 22.03.2013 | Beirut  | Libanon  | – | Thailand | 5:2 (3:0) |
| 26.03.2013 | Kuwait  | Kuwait   | – | Iran     | 1:1 (0:1) |
| 15.10.2013 | Beirut  | Libanon  | – | Kuwait   | 1:1 (0:1) |
| 15.10.2013 | Teheran | Iran     | – | Thailand | 2:1 (0:0) |

## Gruppe C
Tabelle
| Pl. | Land          | Sp. | S | U | N | Tore    | Diff. | Punkte |
| --- | ------------- | --- | - | - | - | ------- | ----- | ------ |
| 1.  | Saudi-Arabien | 6   | 5 | 1 | 0 | 009:300 | +6    | 16     |
| 2.  | Irak          | 6   | 3 | 0 | 3 | 007:600 | +1    | 09     |
| 3.  | China         | 6   | 2 | 2 | 2 | 005:600 | −1    | 08     |
| 4.  | Indonesien    | 6   | 0 | 1 | 5 | 002:800 | −6    | 01     |

Spielergebnisse
| 06.02.2013 | Dubai    | Irak          | – | Indonesien    | 1:0 (0:0) |
| 06.02.2013 | Dammam   | Saudi-Arabien | – | China         | 2:1 (1:1) |
| 22.03.2013 | Changsha | China         | – | Irak          | 1:0 (0:0) |
| 23.03.2013 | Jakarta  | Indonesien    | – | Saudi-Arabien | 1:2 (1:1) |
| 15.10.2013 | Jakarta  | Indonesien    | – | China         | 1:1 (0:1) |
| 15.10.2013 | Amman    | Irak          | – | Saudi-Arabien | 0:2 (0:1) |

## Gruppe D
Tabelle
| Pl. | Land     | Sp. | S | U | N | Tore    | Diff. | Punkte |
| --- | -------- | --- | - | - | - | ------- | ----- | ------ |
| 1.  | Bahrain  | 6   | 4 | 2 | 0 | 007:100 | +6    | 14     |
| 2.  | Katar    | 6   | 4 | 1 | 1 | 013:200 | +11   | 13     |
| 3.  | Malaysia | 6   | 2 | 1 | 3 | 005:700 | −2    | 07     |
| 4.  | Jemen    | 6   | 0 | 0 | 6 | 003:180 | −15   | 0      |

Spielergebnisse
| 06.02.2013 | Doha        | Katar    | – | Malaysia | 2:0 (0:0) |
| 06.02.2013 | Schardscha  | Jemen    | – | Bahrain  | 0:2 (0:0) |
| 22.03.2013 | Shah Alam   | Malaysia | – | Jemen    | 2:1 (1:1) |
| 22.03.2013 | Manama      | Bahrain  | – | Katar    | 1:0 (1:0) |
| 13.10.2013 | Doha        | Katar    | – | Jemen    | 6:0 (2:0) |
| 15.10.2013 | Bukit Jalil | Malaysia | – | Bahrain  | 1:1 (0:1) |

## Gruppe E
Tabelle
| Pl. | Land                         | Sp. | S | U | N | Tore    | Diff. | Punkte |
| --- | ---------------------------- | --- | - | - | - | ------- | ----- | ------ |
| 1.  | Vereinigte Arabische Emirate | 6   | 5 | 1 | 0 | 018:300 | +15   | 16     |
| 2.  | Usbekistan                   | 6   | 3 | 2 | 1 | 010:400 | +6    | 11     |
| 3.  | Hongkong                     | 6   | 1 | 1 | 4 | 002:130 | −11   | 04     |
| 4.  | Vietnam                      | 6   | 1 | 0 | 5 | 005:150 | −10   | 03     |

Spielergebnisse
| 06.02.2013 | Taschkent | Usbekistan | – | Hongkong   | 0:0       |
| 06.02.2013 | Hanoi     | Vietnam    | – | VAE        | 1:2 (0:1) |
| 22.03.2013 | Hongkong  | Hongkong   | – | Vietnam    | 1:0 (0:0) |
| 22.03.2013 | Abu Dhabi | VAE        | – | Usbekistan | 2:1 (0:1) |
| 15.10.2013 | Hongkong  | Hongkong   | – | VAE        | 0:4 (0:1) |
| 15.10.2013 | Taschkent | Usbekistan | – | Vietnam    | 3:1 (0:0) |